# Fahad Khalfan
Fahad Khalfan Noubi Al Bloushi (Qatar, 23 marzo 1992) è un calciatore qatariota, che milita nell'Al-Arabi Sports Club. Ha disputato un incontro con la maglia del Qatar.

## Carriera

### Club
Dal 2010 al 2012 ha giocato nella prima squadra dell'Al-Rayyan Sports Club; dal 2008 al 2010 ha fatto parte della squadra riserve. Dal 2012 milita nell'Al-Sailiya.

### Nazionale
Khalfan ha esordito nella sua nazionale il 15 novembre 2010 contro l'Uzbekistan, partita in cui si rese protagonista di un clamoroso errore a porta sguarnita, che comportò l'eliminazione della sua nazionale dai XVI Giochi asiatici. Infatti, dopo essersi trovato a pochi centimetri dalla porta, che in quel momento era vuota, incredibilmente colpì il palo.